# Lesley Riddle
Lesley "Esley" Riddle (13 de junho de 1905 – 13 de julho de 1979) foi um músico afro-americano cuja influência sobre a família Carter ajudou a moldar a música country.
Riddle nasceu em Burnsville, Carolina do Norte, Estados Unidos. Ele cresceu com seus avós paternos perto de Kingsport, Tennessee, não muito longe da fronteira com a Virgínia.
Enquanto trabalhava como jovem em uma fábrica de cimento, em agosto de 1927, ele tropeçou em uma rosca transportadora. A lesão resultante exigiu a amputação de sua perna direita no joelho. Enquanto se recuperava, ele começou a tocar guitarra, desenvolvendo uma técnica inovadora de dedilhado e slide. Pouco tempo depois, ele começou a colaborar com outros músicos dos condados de Sullivan e Scott, incluindo Steve Tarter, Harry Gay, Brownie McGhee e John Henry Lyons.
Em dezembro de 1928, Riddle conheceu A.P. Carter, que fundou a banda de country The Carter Family. A família Carter havia se tornado conhecida por suas gravações nas Bristol Sessions em agosto de 1927. Riddle começou a dividir seu tempo entre Kingsport e a casa de Carter em Maces Spring, Virgínia. Riddle e Carter embarcaram em viagens de coleta de músicas pela região: Riddle agia como um "gravador humano", memorizando a melodia enquanto Carter registrava as letras.
A família Carter gravou várias músicas que Riddle compôs ou repassou, incluindo "Cannonball Blues", "Hello Stranger", "I Know What It Means To Be Lonesome", "Let the Church Roll On", "Bear Creek Blues", "March Winds Goin 'Blow My Blues Away" e "Lonesome For You". A técnica de guitarra de Riddle impressionou Maybelle Carter, e ela incorporou elementos dela em seu estilo.
Em 1937, Riddle se casou e, em 1942, mudou-se para Rochester, Nova Iorque.  Logo após, ele se aposentou da música e, em 1945, vendeu sua guitarra, ficando fora dos holofotes pelos próximos vinte anos. Em 1965, Mike Seeger, após realizar uma colaboração com Maybelle Carter, localizou Riddle e o convenceu a voltar a gravar música. Nos próximos 13 anos, Riddle e Seeger fizeram uma série de gravações em estúdio, várias delas compiladas no álbum "Step by Step", lançado em 1993. Riddle também fez aparições no Smithsonian Folk Festival e no Mariposa Folk Festival.
Riddle faleceu em julho de 1979, em Asheville, Carolina do Norte. Em 1993, uma seleção das gravações com Mike Seeger foi lançada pela Rounder Records no álbum Step By Step: Lesley Riddle Meets The Carter Family: Blues, Country & Sacred Songs.
Em 31 de julho de 2009, uma produção teatral sobre a vida de Riddle, incluindo sua influência sobre a família Carter e seu tempo com eles, teve sua estreia mundial no Parkway Playhouse em Burnsville, Carolina do Norte, local de nascimento de Riddle. A peça de teatro apresentava detalhes biográficos de sua vida, além de versões das músicas como ele as tocava, e depois como os Carter as tocavam. A produção foi chamada Esley: A Vida e a Música de Lesley Riddle, escrita por Jeff Douglas Messer, dirigida por Michael Lilly e estrelada por Jim Arrendell como Esley. Em meados de 2015, o Parkway Playhouse reviveu a produção teatral de Esley com um novo elenco de atores, mas ainda sob a direção de Michael Lilly. Em 2019, o dramaturgo Jeff Douglas Messer afirmou estar trabalhando em um roteiro e romance baseado no roteiro da produção teatral.
Em 2008, o Traditional Voices Group, uma organização da Carolina do Norte com uma missão parcial de preservar e promover a memória de Lesley Riddle, começou os Concertos Anuais RiddleFest em Burnsville, Carolina do Norte.